# Демонологија
Демонологија је научна дисциплина која проучава духове и демоне (вештице, виле, вампире и сл.) у причама, легендама, бајкама и митовима као и њихов утицај на физичко и ментално здравље појединца.
Термин се користи по аналогији са савременим научним трендовима како у окултизму тако иу научним и историјским радовима. Главне области демонологије су обично проучавање демона, описи понашања демона, описи ритуала за призивање демона, борбу против њих, покоравање и контролу њихових снага итд. Демонологија прати многе религиозне и мистичне традиције, док саме религије могу имати оштро негативан став према демонологији и демонима.
Демонологија се често појављује у фолклору, фикцији, митологији, магији итд.
Демонолог је окултиста који проучава демоне, зле духове и њихове махинације против људи.

## Хришћанска демонологија
У хришћанској традицији пали анђели се сматрају демонима. Помињу се у Књизи пророка Језекиља (Језекиљ 28), која описује разлог за Луциферов пад и судбину коју му је Бог припремио, Књига о Јову (Јов 40, 41), у којој је Бог објашњава немогућност да човек сам победи сатану, Откровења Јована Богослова и др.
Са ове тачке гледишта, демонологија је одраз ангелологије, при чему се анђели сматрају добрим духовима, а демони злим. Демони се класификују према степену њихове штетности и месту у хијерархији пакла, према њиховој повезаности са људским гресима и њиховом станишту. На пример, такав кратак преглед налази се у поглављу „О ђаволу и демонима“ у „Тачном излагању православне вере“ Јована Дамаскина. Ипак, генерално, у православљу не постоји засебно учење о злим силама.
Историјски најпознатија дела западних демонолога су Чекић вештица (лат. Маллеус Малефицарум) Хајнриха Крамера, као и Демонолатрија Николаса Ремија. Ови списи полазе од стварности демонских сила и претпостављају да црква обезбеђује ослобођење од демона.
У окултној, магијској демонологији хришћанског света, такође може бити нагласак на практичним начинима призивања демона и искоришћења њихових моћи у сопствене сврхе. У овом облику, демонологију су усвојиле многе окултне школе, заједно са заплетом о рату између анђела и демона и методама учешћа у овом рату.
Исус Христ има власт и моћ над њима. Према Светом писму, свако колено ће се поклонити пред Исусовим именом. 
„Зато Га је Бог високо узвисио и дао Му име које је изнад сваког имена, да се пред именом Исусовим поклони свако колено на небу и на земљи и под земљом, и да сваки језик исповеда да је Исус Христос Господ, у славу Бога Оца“. (Филипљанима 2:9-11)

## Словенска демонологија
Демонологија је најнижи део словенске митологије, систем митолошких ликова: демони, духови, људи са демонским својствима. Словенска демонологија утиче на све сфере словенске традиционалне културе, објашњавајући све што се дешава у свету под утицајем демона: атмосферске и природне појаве (Ваздушни духови, Духови лока), постхумно постојање човека на „оном свету“, привредна активност и породични живот (видети Вештица, Брауни, Кућна змија, Чаробњак), судбина особе, узроци болести и сл. Након прихватања хришћанства, када су паганска божанства проглашена демонима, словенска демонологија је допуњена низом ликова из више митологије (на пример, Мокош), али прелазак нижих демона у систем богова никада није забележен. 
Главно језгро демонологије, које се развило у прасловенско доба и које је заједничко свим словенским традицијама, развијало се и мењало у наредним периодима, а тај процес траје до данас. Почетна подела словенске демонологије и каснија еволуција формирали су модерне етнокултурне области: балканско-карпатско, полеско, северноруско итд., са битно другачијим митолошким системима.

## Јапанска демонологија
Традиционална религија Јапана – шинтоизам – претпоставља постојање бесконачног броја ками божанстава који живе у свим предметима и појавама света; другим речима, цео свет је насељен боговима. После смрти, сам човек постаје ками.
Три главне групе јапанских демона су јокаи, јуреи и о-баки. У шинтоистичкој хијерархији, они се налазе испод камија и двоструке су природе; особа може да комуницира са њима и љубазношћу и обманом. Такође су познати они, бакемоно, гаки, асуре и други демони.

## Исламска демонологија
Ислам нема доктринарну хијерархију демонологије. Иако су неки муслимански учењаци покушали да класификују џине и демоне, не постоји утврђена класификација и термини за џине се могу преклапати или користити наизменично. Именовање џина такође зависи од културних утицаја. Многи демонски или демонски ентитети нису чисто духовне, већ и физичке природе и повезани су са животињама. 

## Будистичка демонологија
Традиционално, будизам потврђује постојање пакла насељеног демонима који муче грешнике и искушавају смртнике на грех, или који настоје да спрече њихово просветљење, са демоном по имену Мара као главним кушачем, „принцем таме“ или „Злим“. „ у изворима на санскриту.
Следбеници Маре су такође називани мара, ђаволи, и често се наводе као узрочници болести или представљају менталне сметње. Маре су се у потпуности уклопиле у кинески поглед на свет и звали су се мо.
Идеја о скором опадању и колапсу будистичке религије усред „велике какофоније демонских утицаја“ је већ била значајна компонента будизма када је стигла у Кину у 1. веку, према Мишелу Стрикману, демонске силе су стекле огромну моћ у свету. За неке писце тог времена, овакво стање ствари је имало сврху да служи вишој сврси вршења „прелиминарног чишћења“ које би очистило и прочистило човечанство у припреми за коначну, месијанску обнову.
Средњовековна кинеска будистичка демонологија била је под великим утицајем индијског будизма. Индијска демонологија је такође у потпуности и систематски описана у писаним изворима, иако је током векова директног утицаја будизма у Кини, „кинеска демонологија доведена у респектабилан облик“, при чему су бројни индијски демони нашли сталне нише чак и у таоистичким ритуалним текстовима. У Кситигарбха Сутри се каже да се рај и пакао мењају како се свет мења и да се много нових пакла са различитим демонима може створити како би одговарало различитим начинима на које се мења људско царство.
Кинески будизам је такође утицао на таоизам са веровањима у пакао, а таоисти су на крају дошли до сопствене демонолошке науке која је заузврат створила народна веровања о духовима у паклу, што је била комбинација веровања из две религије.

## Хиндуистичка демонологија
Ведски списи укључују низ духова (Веталас, Раксхасас, Бхутас и Писхацхас) који се могу класификовати као демони. Ови духови су душе бића која су починила одређене грехе. Као казна чишћења, осуђени су да лутају без физичког облика дуго времена, до поновног рођења. За бића која су умрла са неиспуњеним жељама или бесом такође се каже да „остају“ док се таква питања не реше. Хиндуистички текст Атхарваведа даје приказ природе и станишта таквих духова, укључујући како их контролисати. У хиндуизму постоје окултне традиције које настоје да контролишу такве духове како би извршавали њихове налоге. Хинду текст Гаруда Пурана описује друге врсте казни и пресуда изречених у паклу; ово је такође дало извештај о томе како дух путује у доле светове.

## Демонологија у окултизму
Практиканти церемонијалне магије понекад покушавају да призову и контролишу демоне да изврше њихове налоге. Да би то урадили, користе традиције као што су Гоетиа и Књига Абрамелина. Често се користе демони хришћанске демонологије. Ови практичари никада не обожавају демоне, већ настоје да их искористе за своје сврхе. Други окултисти обожавају демоне и дефинишу своју религију као демонолатрију (од грчког δαιμων демон, дух и грчког λατρεια служити). Присталице демонолатрије верују да су традиције као што је Гоетиа веома непоштовање према демонима, а можда и опасне за практиканте. Уместо тога, они користе форму молитве, магије и ритуала, тражећи помоћ демона уместо да им командују.